# Mundet
Die Mundet & Cª Lda war von 1905 bis 1988 eine Naturkork-Fabrik in Seixal in Portugal.

## Geschichte
Als Lorenzo Mundet 1865 seine Firma in Katalonien gründete, hatte er bereits zwei Fabriken, eine in San Antonio de Calonge und eine in Palamós (Katalonien). 1895 eröffnete einer seiner Söhne, José Mundet, eine neue Fabrik in Brooklyn (New York), und 1902 eröffnete sein anderer Sohn, Arturo Mundet, eine Fabrik in Mexiko und José Mundet eröffnete noch im selben Jahr ein Geschäft in Kanada.
1905 wurde eine neue Fabrik in Seixal eröffnet. Zu dieser Zeit bestanden die Fabriken in Katalonien seit mehr als 40 Jahren und das Unternehmen wurde bereits in der zweiten Generation als multinationales Unternehmen mit vier Produktionsstätten im Ausland (USA, Kanada, Mexiko, Portugal) geführt. Die Ursachen für diese Globalisierung liegen in den wirtschaftlichen Herausforderungen der Korkeichenplantagen und Korkherstellung, zu einer Zeit als sich der Markt neben Naturkork auch zunehmend Agglomeratkork interessierte. Zu den Hauptprodukten des Unternehmens gehörten unter anderem Champagnerkorken, Naturkorkscheiben, Zigarettenstummelpapier, Korkhaut, weißes Furnieragglomerat, hartes Agglomerat und Kronkorkenscheiben. Das sogenannte Korkpapier, ein Produkt, das beim Walzen von Kork in Präzisionsmaschinen anfällt, war seit den Anfangsjahren eine der bekanntesten Produktionen von Mundet.
| Mundet & Cª Lda do Seixal                            | Mundet & Cª Lda do Seixal |
| ---------------------------------------------------- | ------------------------- |
| Decauville-Bahn der Mundet & Cª Lda, do Seixal (rot) |                           |
| Spurweite:                                           | 600 mm (Schmalspur)       |
|                                                      |                           |

Der Ausbau des Korkgeschäfts erfolgte nicht nur durch den Aufbau einer großen Handelsorganisation, sondern auch durch ein Netzwerk von Fabriken an mehreren Standorten. Der innerbetriebliche Transport wurde von einer ingenieurmäßig geplanten Decauville-Feldbahn übernommen.
1906 verlegte Mundet den Firmensitz komplett von Katalonien nach Portugal, gleichzeitig änderte es seine Spezialisierung von Naturkorkstopfen auf Agglomeratkorksstopfen. In den 1930er Jahren verfügte Mundet & Cª bereits über 12 Fabriken in Portugal, Spanien, Algerien und England (Mundet Cork & Plastics). Die Mundet Cork Corporation hatte außerdem zwei Standorte in den Vereinigten Staaten und in Kanada (Mundet Cork & Insulation). Der Leiter der portugiesischen und algerischen Einheiten war Luis Gubert i Cappelá, der Schwiegersohn des Gründers. Die Standorte in den Vereinigten Staaten und Kanada wurden von José Mundet (zweite Generation) und später von Joseph Mundet Jr (dritte Generation) geleitet, der Ende der 1940er Jahre auch die vollständige Kontrolle über Mundet & Co. übernahm.
In den 1960er Jahren, zur Blütezeit der Produktion am Standort Seixal, wurden die Werke in Amora geschlossen. Nach dem Tod von Joseph Mundet übernahm seine Witwe Paula Mundet bis zu ihrer Ermordung im Jahr 1986 die Geschäftsführung.
Ab den 1970er Jahren waren nur noch die Fabriken in Seixal und Montijo in Betrieb. Ab 1974 führten die Arbeiter aufgrund von immer wiederkehrenden Management- und Strategieproblemen einen aufregenden und unruhigen Kampf für bessere Entlohnung und den Erhalt ihrer Arbeitsplätze. Die Anzahl der Mitarbeiter sank von etwa 3000 um 1947 auf 645 im Jahr 1982. Aber erst 1988 wurde der Betrieb der Fabrik in Seixal eingestellt.